# هولیس (آلاسکا)
هولیس (به انگلیسی: Hollis) شهری در ناحیه سرشماری پرینس آو ویلز-هایدر ایالت آلاسکا است که جمعیت آن در سرشماری سال ۲۰۰۰ میلادی ۱۳۹ نفر بوده‌است.